# Indopiptadenia
Indopiptadenia là một chi thực vật có hoa trong họ Đậu.